# Vorbauschnabel

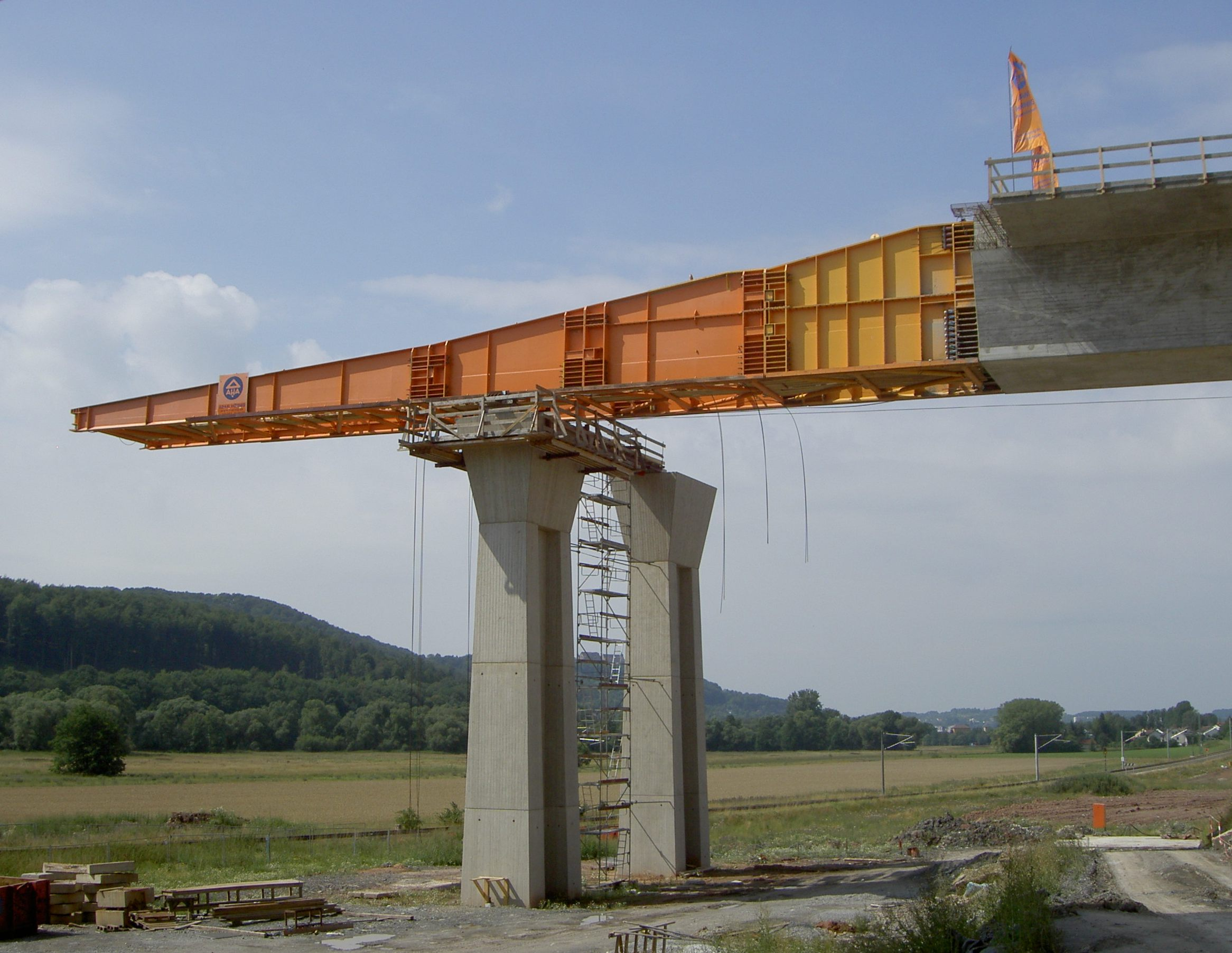
Vorbauschnabel

Ein Vorbauschnabel ist eine längere, meist spitz zulaufende stählerne Konstruktion, die beim Einschieben von Brücken unmittelbar vor dem ersten, einzuschiebenden Teil des Überbaus befestigt wird. Er verringert dadurch die während des Einschiebevorgangs auskragende Länge des Überbaus und somit die auf ihn wirkenden Kragarmmomente. Während der neue Überbau erst über einen kleinen Teil der Spannweite vorgeschoben wurde, stützt sich der Vorbauschnabel bereits auf dem nächsten Pfeiler ab.
Vorbauschnäbel werden beim Taktschiebeverfahren und beim Bau mit Vorschubrüstungen eingesetzt.
Ein Vorbauschnabel besteht aus einer Fachwerkkonstruktion oder aus zwei Vollwand-Längsträgern, die durch horizontale und vertikale Verbände ausgesteift sind. Große Vorbauschnäbel können zur Größenanpassung unterteilt und für den Transport zerlegt werden. Sie sollen so leicht wie möglich sein, was die spitz zulaufende oder abgetreppte Form bedingt.
Seine Unterkanten werden entsprechend der Neigung des Überbaus ausgerichtet. Der Durchhang am nächsten Pfeiler wird bei Vorbauschnäbeln mit gerader Unterkante durch eine hydraulische Hubvorrichtung ausgeglichen. Eine Variante des Vorbauschnabels besitzt eine gebogene Unterkante, bei der der Ausgleich des Durchhangs durch auf dem Pfeiler angeordnete Hubpressen erfolgt.
Vorbauschnäbel für Spannbetonbrücken unterscheiden sich in konstruktiven Details von solchen für Stahlbrücken. 
Ein Vorbauschnabel hat seine statisch günstigste Wirkung, wenn seine Länge bei Spannbetonbrücken ca. 60 % der maximalen Spannweite entspricht. Bei einem stählernen Überbau mit meist größeren Spannweiten beträgt dieser Wert ca. 37 % bei kürzeren Vorbauschnäbeln.
Sein Einsatz erfordert ausreichend Platz für seine Montage an der Spitze des ersten Teils des Überbaus. Am Zielwiderlager muss die Möglichkeit bestehen, den Vorbauschnabel durchzuschieben und ausreichender Platz für seine Demontage vorhanden sein.

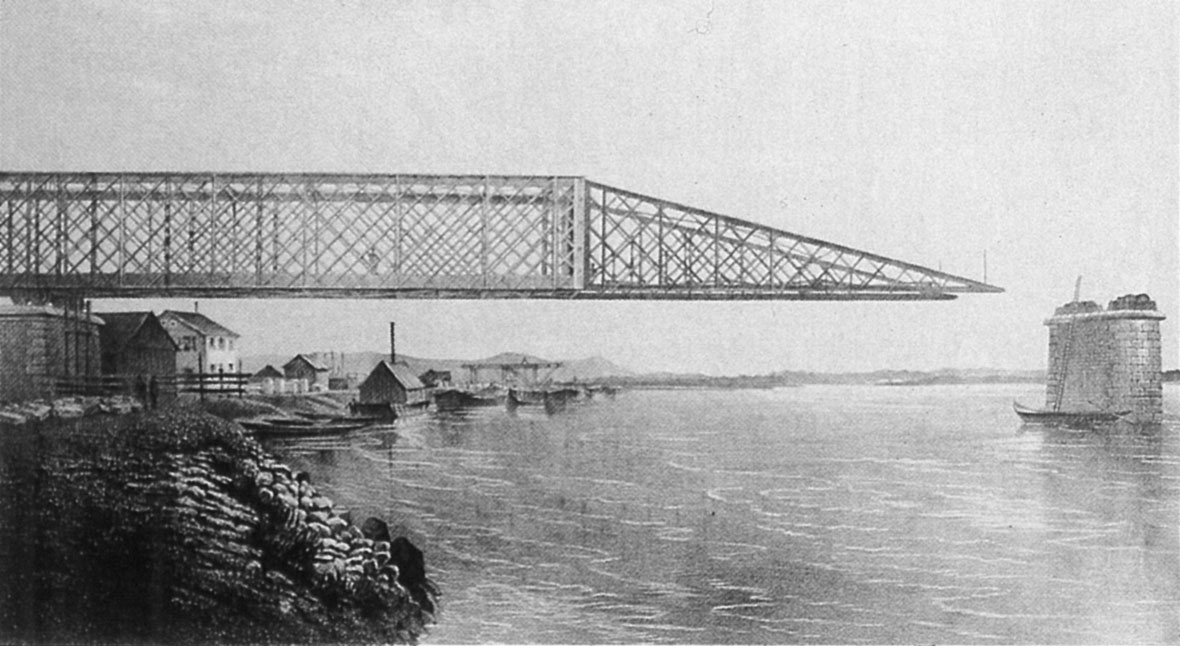
Vorbauschnabel im Jahr 1870 beim Bau der Stadlauer Ostbahnbrücke

Erstmals dürfte ein hölzerner Vorbauschnabel von der Firma Gebrüder Benckiser 1859 beim Einschub der Rheinbrücke Waldshut–Koblenz und anschließend 1861 beim Einschub der ganzen Rheinbrücke Kehl eingesetzt worden sein.